# Dasypoda visnaga
Dasypoda visnaga là một loài ong trong họ Melittidae. Loài này được Rossi miêu tả khoa học đầu tiên năm 1790.